# حکم بازرسی
حکم بازرسی، حکم تفتیش یا حکم جستجو (انگلیسی: Search warrant)، یک حکم یا دستور دادگاه است که یک قاضی صادر می‌کند تا به افسران مجری قانون یا پلیس اجازه انجام بازرسی از یک شخص، مکان یا وسیله نقلیه را برای یافتن شواهد یا گواه از یک بزه و مصادره هر مدرکی که پیدا کردند. در اکثر کشورها، حکم تفتیش نمی‌تواند به کمک روند مدنی صادر شود.